# 特拉莫爾
特拉莫爾（英語：Tramore）是愛爾蘭共和國的一座臨海城市，位於瓦特福郡。特拉莫爾本來只是一座小漁村，在1853年鐵路開通之後，城市規模開始擴大。現在特拉莫爾已經成為瓦特福的衛星城市。

## 外部連結
- Tramore Tourism （页面存档备份，存于）
- Discover Tramore （页面存档备份，存于）
- Tramore Town Community Website
- Live Webcam of waves and beach